# Liste der Baudenkmäler in Gutenstetten
Auf dieser Seite sind die Baudenkmäler in der mittelfränkischen Gemeinde Gutenstetten zusammengestellt. Diese Tabelle ist eine Teilliste der Liste der Baudenkmäler in Bayern. Grundlage ist die Bayerische Denkmalliste, die auf Basis des Bayerischen Denkmalschutzgesetzes vom 1. Oktober 1973 erstmals erstellt wurde und seither durch das Bayerische Landesamt für Denkmalpflege geführt wird. Die folgenden Angaben ersetzen nicht die rechtsverbindliche Auskunft der Denkmalschutzbehörde.
 Diese Liste gibt den Fortschreibungsstand vom 30. März 2020 wieder und enthält 20 Baudenkmäler.

## Baudenkmäler nach Gemeindeteilen

### Gutenstetten
| Lage                                | Objekt                                                                  | Beschreibung | Akten-Nr.              | Bild           |
| ----------------------------------- | ----------------------------------------------------------------------- | --- | ---------------------- | -------------- |
| Blumenstraße 8 (Standort)           | Gasthof Rotes Roß                                                       | Zweigeschossiger, giebelständiger Satteldachbau mit verputztem Fachwerkobergeschoss, 18. Jahrhundert | D-5-75-128-1 Wikidata  | weitere Bilder |
| Gartenstraße 8 (Standort)           | Wohnhaus                                                                | Zweigeschossiger Schopfwalmdachbau mit Fachwerkobergeschoss, erdgeschossig profilierte, geohrte Rahmungen und genutete Ecklisenen, 18. Jh., später aufgestockt | D-5-75-128-2 Wikidata  | weitere Bilder |
| Hauptstraße 12 (Standort)           | Ehemals Doppelhaus                                                      | Nördliche Hälfte zweigeschossiger Frackdachbau mit Fachwerkgiebel, südliche Hälfte eingeschossiger Satteldachbau, dendro.dat. 1680 | D-5-75-128-22 Wikidata | weitere Bilder |
| Hauptstraße 14 (Standort)           | Ehemals Scheune, jetzt Gasthof                                          | Eingeschossiger Fachwerkbau mit Satteldach, Joch- und K-Streben, 18. Jh. | D-5-75-128-3 Wikidata  | weitere Bilder |
| Hauptstraße 23 (Standort)           | Ehemalige Mühle                                                         | Zweigeschossiger Satteldachbau, Obergeschoss zur Hälfte aus Fachwerk mit K-Streben, 1. Hälfte 18. Jh. | D-5-75-128-4 Wikidata  | weitere Bilder |
| Kirchenweg 2 (Standort)             | Pfarrhaus                                                               | Zweigeschossiger Fachwerkbau mit Satteldach, Andreaskreuzen und K-Streben, 1689–99 | D-5-75-128-5 Wikidata  | weitere Bilder |
| Kirchenweg 2 (Standort)             | Torpfeiler                                                              | 1736 | D-5-75-128-5 Wikidata  | BW             |
| Kirchenweg 2 (Standort)             | Kuhstall                                                                | Ständer-Riegelbau, 1682 | D-5-75-128-5 Wikidata  | weitere Bilder |
| Kirchenweg 10 (Standort)            | Ehemalige Kapelle St. Martin                                            | Bau von 1488 | D-5-75-128-7 Wikidata  | weitere Bilder |
| Kirchenweg 12 (Standort)            | Evangelisch-lutherische Pfarrkirche St. Johannes Baptist und Laurentius | Saalkirche, Sandsteinquaderbau, viergeschossiger Turm mit Gurtgesimsen, Walmdach und Polygonalchor mit Strebepfeilern, um 1500, Langhaus mit Satteldach, 1658–61, Umbau 1883, Umbau und Anbau eines westlichen Riegels mit zwei Rundtürmen, 1903–04, Sakristei, 1906; mit Ausstattung | D-5-75-128-7 Wikidata  | weitere Bilder |
| Kirchenweg 12 (Standort)            | Kirchhofmauer                                                           | unregelmäßige Steinquader, 1436, Zaun zur Abgrenzung des Friedhofes, schmiedeeisern mit zwei Toren, 2. Hälfte 19. Jh. | D-5-75-128-7 Wikidata  | weitere Bilder |
| Kirchenweg 12 (Standort)            | Friedhof                                                                | mit Gräbern des 19. Jh., besonders im südlichen Abschnitt | D-5-75-128-7 Wikidata  | weitere Bilder |
| Steigerwaldstraße 1 (Standort)      | Wohnstallhaus                                                           | Eingeschossiger Satteldachbau, aufwendiger Fachwerkgiebel mit Andreaskreuzen, geschweiften Kopfbügen und durchkreuzten Rauten, 1. Hälfte 18. Jh. | D-5-75-128-9 Wikidata  | weitere Bilder |
| Steigerwaldstraße 5 (Standort)      | Scheune                                                                 | Stattlicher, eingeschossiger Krüppelwalmdachbau mit Hopfengauben und Gitterfachwerk, 2. Hälfte 19. Jh. | D-5-75-128-10 Wikidata | weitere Bilder |
| Steigerwaldstraße 14, 16 (Standort) | Ehemalige Kirchhofmauer                                                 | Unregelmäßiges Steinquadermauerwerk, 1436 | D-5-75-128-19 Wikidata | weitere Bilder |

### Bergtheim
| Lage                           | Objekt       | Beschreibung                                        | Akten-Nr.              | Bild |
| ------------------------------ | ------------ | --------------------------------------------------- | ---------------------- | ---- |
| Obere Dorfstraße 16 (Standort) | Ehemals Sitz | Satteldachbau, verputztes Fachwerk, 17. Jahrhundert | D-5-75-128-11 Wikidata | BW   |

### Kleinsteinach
| Lage                        | Objekt    | Beschreibung | Akten-Nr.              | Bild           |
| --------------------------- | --------- | --- | ---------------------- | -------------- |
| Kleinsteinach 30 (Standort) | Bauernhof | Wohnstallhaus, eingeschossiger, traufseitiger Steilsatteldachbau mit Sandsteinrahmungen, 18./frühes 19. Jh.                            | D-5-75-128-20 Wikidata | weitere Bilder |
| Kleinsteinach 30 (Standort) | Bauernhof | Austragshaus mit Schmiede, eingeschossiger Fachwerkbau mit Satteldach und vorgelagerter Terrasse aus Bruchsteinmauerwerk, gleichzeitig | D-5-75-128-20 Wikidata | BW             |

### Pahres
| Lage                              | Objekt     | Beschreibung | Akten-Nr.              | Bild           |
| --------------------------------- | ---------- | --- | ---------------------- | -------------- |
| Am Wiesengrund 4 (Standort)       | Mühle      | Eingeschossiges Halbwalmdachhaus mit Mühlenaufbau, bezeichnet „1805“                                                | D-5-75-128-12 Wikidata | BW             |
| Neustädter Straße 2, 4 (Standort) | Doppelhaus | Zweigeschossiger Halbwalmdachbau mit Ecklisenen, bandförmigen Gurtgesimsen und glatten Rahmungen, bezeichnet „1840“ | D-5-75-128-13 Wikidata | weitere Bilder |

### Reinhardshofen
| Lage                             | Objekt                                          | Beschreibung | Akten-Nr.              | Bild           |
| -------------------------------- | ----------------------------------------------- | --- | ---------------------- | -------------- |
| An der Steige 16, 18 (Standort)  | Wohnstallhaus                                   | Ehemals Gemeindehirtenhaus, eingeschossiger, traufseitiger Blockbau mit Steilsatteldach, 17. Jh., später teils massiv unterfangen                                                                                       | D-5-75-128-14 Wikidata | weitere Bilder |
| Mittlere Dorfstraße 3 (Standort) | Evangelisch-lutherische Filialkirche St. Kilian | Langhaus mit Satteldach 1663–64, erweitert 1715, Fenster vergrößert 1896, Turm mit Gurtgesims und Fachwerkläutgeschoss 1711, Welsche Haube erneuert 1932, Sakristeianbau, Fachwerk mit Walmdach, 1815; mit Ausstattung; | D-5-75-128-15 Wikidata | weitere Bilder |
| Mittlere Dorfstraße 3 (Standort) | Kirchhofmauer                                   | Unregelmäßiges Quadermauerwerk mit Rundbogentor, wohl mittelalterlich | D-5-75-128-15 Wikidata | weitere Bilder |
| Untere Dorfstraße 8 (Standort)   | Ehemaliges Badhaus                              | Eingeschossiger, giebelständiger und verputzter Fachwerkbau mit Satteldach und Zwerchhaus, 17./18. Jh., weitgehend erneuert 1812/33                                                                                     | D-5-75-128-21 Wikidata | weitere Bilder |
| Untere Dorfstraße 13 (Standort)  | Ehemaliges Wohnstallhaus                        | Zweigeschossiger Krüppelwalmdachbau mit Fachwerkobergeschoss, bezeichnet „1857“ | D-5-75-128-16 Wikidata | BW             |
| Heidelberg (Standort)            | Steinkreuz                                      | Spätmittelalterlich | D-5-75-128-17          | BW             |

### Rockenbach
| Lage                      | Objekt             | Beschreibung | Akten-Nr.              | Bild           |
| ------------------------- | ------------------ | --- | ---------------------- | -------------- |
| Schlossgasse 2 (Standort) | Ehemaliges Schloss | Zweigeschossiger Satteldachbau mit Treppenturm, rund mit Kegeldach, Gitterfachwerk im Osttrakt und Dachreiter, 1743, über Kern des 16./17. Jh. | D-5-75-128-18 Wikidata | weitere Bilder |